# 28 avril
Pour les articles homonymes, voir Vingt-Huit-Avril.
28 mars 28 mai
Chronologies thématiques
- Croisades
- Ferroviaires
- Sports
- Disney
- Anarchisme
- Catholicisme

Abréviations / Voir aussi
- (° 1852) = né en 1852
- († 1885) = mort en 1885
- a.s. = calendrier julien
- n.s. = calendrier grégorien
- Calendrier
- Calendrier perpétuel
- Liste de calendriers
- Naissances du jour

Le 28 avril est le 118e jour,de l'année du calendrier grégorien et le 119e, lors d'une année bissextile ; il en reste ensuite 247.
Son équivalent était généralement le 9e jour du mois de floréal dans le calendrier républicain ou révolutionnaire français, officiellement dénommé jour de la jacinthe ou hyacinthe (voir aussi la fête romaine antique des Floralia(e) ci-après in fine).

## Événements

### IVesiècle
- 352 : Constance II entre en triomphe à Rome, célébrant ainsi sa victoire sur son rival Magnence.

### XIIesiècle
- 1192 : assassinat du roi de Jérusalem Conrad de Montferrat par deux ismaëliens.

### XIIIesiècle
- 1253 : Nichiren fonde son école Hokke-shū (法華宗, lit. : école du lotus), une branche du bouddhisme au Japon.
- 1289 : prise du comté de Tripoli par les Mamelouks.

### XVIesiècle
- 1503 : bataille de Cérignole.

### XVIIesiècle
- 1656 : naufrage du Vergulde Draeck.

### XVIIIesiècle
- 1760 : bataille de Sainte-Foy.
- 1789 : mutinerie de la Bounty.
- 1793 : prise de Porrentruy.

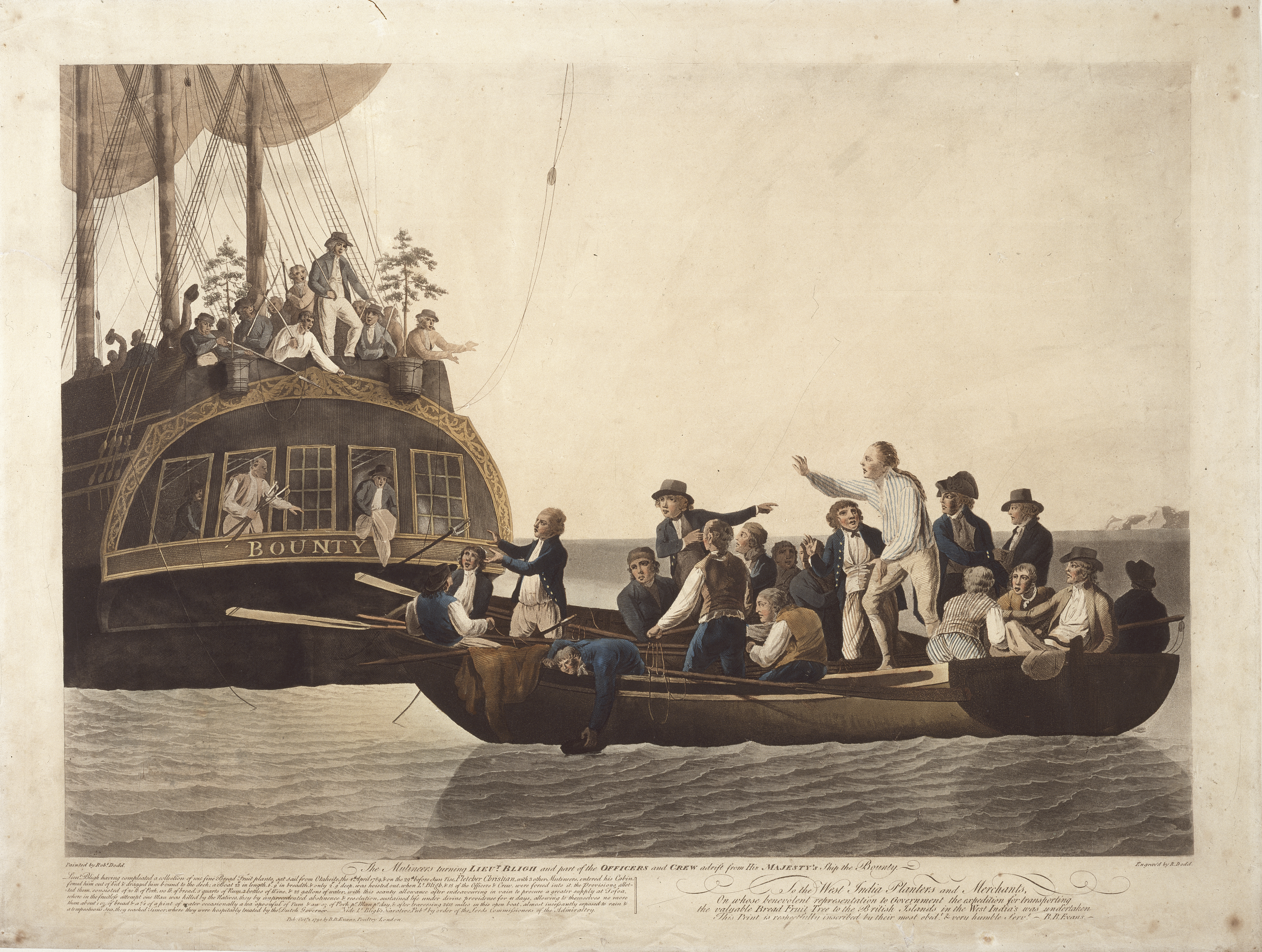
La mutinerie de la vue par Robert Dodd en 1790

- 1794 : rébellion en Sardaigne, dirigée par Giovanni Maria Angioy.

### XIXesiècle
- 1816 : création de la Caisse des dépôts et consignations.
- 1825 : promulgation de la loi du milliard aux émigrés, indemnisant des Biens nationaux confisqués/repris par les nouveaux régimes à partir de la Révolution française.
- 1862 : bataille de Las Cumbres.

### XXesiècle
- 1908 : fondation de l'Association universelle d'espéranto.
- 1920 : rattachement de l’Azerbaïdjan à l’URSS.
- 1945 : exécution de Benito Mussolini, et de sa maîtresse Clara Petacci.
- 1952 :
  - fin de l’occupation militaire alliée du Japon, par application du traité de San Francisco.
  - Entrée en vigueur du traité de sécurité entre les États-Unis et le Japon.
  - Traité de paix entre le Japon et la Chine nationaliste.
- 1962 : le Parlement norvégien vote en faveur de la demande que la Norvège entre dans la Communauté économique européenne. La France a mis son véto, plus tard la même année, mais la Norvège rejoint le Marché commun en 1972[1],[2].
- 1965 : début de la seconde occupation de la République dominicaine par les États-Unis.
- 1969 : démission de Charles de Gaulle de son mandat de président de la République française, après un non majoritaire au référendum du 27 avril.
- 1988 : le vol Aloha Airlines 243 subit une décompression explosive, causant la mort d'une hôtesse de l'air.
- 1996 : tuerie de Port-Arthur (Australie). Cette tuerie fait 35 morts et 37 blessés.

### XXIesiècle
- 2001 : le milliardaire américain Dennis Tito est le premier touriste spatial, il s’offre un voyage à bord de la station spatiale ISS.
- 2011 : résolution no 1980 du Conseil de sécurité des Nations unies, à propos de la situation en Côte d'Ivoire.
- 2016 : Teodoro Obiang Nguema Mbasogo est déclaré réélu à la présidence de la Guinée équatoriale pour un cinquième mandat.
- 2017 : des élections législatives sont organisées sur l’île néerlandaise de Curaçao.
- 2019 :
  - des élections législatives se déroulent afin de renouveler les 83 sièges de l'Assemblée nationale du Bénin ;
  - des élections générales se tiennent En Espagne afin d'élire les 350 députés et 208 des 266 sénateurs de la XIIIe législature des Cortes Generales. C'est le Parti socialiste qui arrive en tête pour la première fois depuis 11 ans mais sans disposer d'une majorité au Parlement[3].
- 2025 :
  - au Canada, le Parti libéral du Premier ministre Mark Carney remporte les  élections fédérales anticipées[4].
  - à Trinité-et-Tobago, les élections législatives sont remportées par le Congrès national uni[5].

## Arts, culture et religion
- 1934 : publication de Héliogabale ou l’anarchiste couronné par Antonin Artaud avec six vignettes d’André Derain[6].
- 1937 : inauguration des studios cinématographiques italiens Cinecittà en présence de Benito Mussolini.

## Économie et société
- 2020 : un attentat au camion-citerne se produit sur un marché d'Afrine en Syrie et y cause 50 morts et de nombreux blessés[7].
- 2025 : 
  - une panne électrique touche l'Andorre, l'Espagne, la France et le Portugal[8].
  - le Français Mattias Guyomar est élu président de la Cour européenne des droits de l'homme[9].

## Naissances

### Iersiècle
- 32 : Othon, éphémère empereur romain durant ses trois ou quatre derniers mois de vie († 16 avril 69).

### XVesiècle
- 1442 : Édouard IV, roi d’Angleterre († 9 avril 1483).

### XVIesiècle
- 1545 : Yi Sun-sin, amiral coréen († 16 décembre 1598).

### XVIIesiècle
- 1630 : Charles Cotton, poète anglais († 16 février 1687).

### XVIIIesiècle

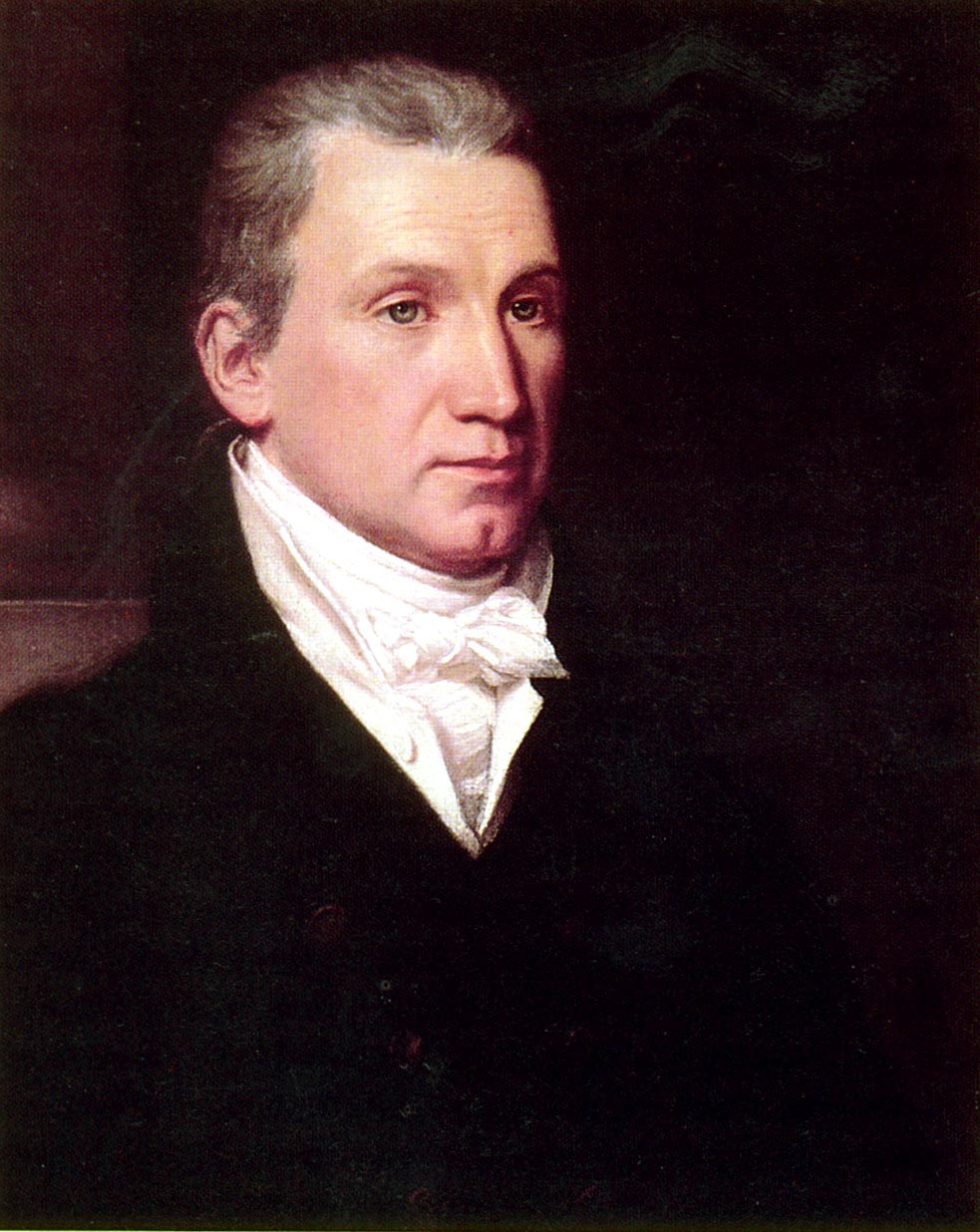
Portrait de James Monroe par William James Hubbard

- 1758 : James Monroe, 5e président des États-Unis d’Amérique, de 1817 à 1825 († 4 juillet 1831).
- 1761 : Marie Harel, initiatrice de la production du camembert, et, selon la légende, inventrice du camembert († 9 novembre 1844).
- 1765 : Sylvestre-François Lacroix, mathématicien français († 24 mai 1843).

### XIXesiècle
- 1805 : Auguste Barbier, poète français († 13 février 1882).
- 1824 : Alexandre Augustin Célestin Bullier, sculpteur français († 17 juin 1903).
- 1838 : Tobias Asser, juriste néerlandais, lauréat du prix Nobel de la Paix 1911 († 29 juillet 1913).
- 1870 : Antonio Reverte, matador espagnol († 13 septembre 1903).
- 1878 : Lionel Barrymore, acteur, réalisateur et scénariste américain († 15 novembre 1954).
- 1889 : António de Oliveira Salazar, président du conseil portugais († 27 juillet 1970).
- 1896 : Jone Morino, actrice italienne († 14 septembre 1978).
- 1900 :
  - Heinrich Müller, haut fonctionnaire allemand († mai 1945).
  - Jan Oort, astronome néerlandais († 5 novembre 1992).
  - Maurice Thorez, homme politique français († 11 juillet 1964).

### XXesiècle
- 1903 : Pierre Lelièvre, bibliothécaire et historien d'art français devenu centenaire († 25 juin 2005).
- 1906 :
  - Pierre Boileau, écrivain français († 16 janvier 1989).
  - Kurt Gödel, mathématicien et logicien austro-américain († 14 janvier 1978).
  - Paul Sacher, chef d’orchestre, industriel et philanthrope suisse († 26 mai 1999).
- 1907 : Henri Michel, historien français († 5 juin 1986).
- 1908 :
  - Oskar Schindler, industriel tchécoslovaque, Juste parmi les nations († 9 octobre 1974).
  - Ethel Catherwood, athlète canadienne, championne olympique en saut en hauteur († 26 septembre 1987).
- 1911 : Lee Falk, bédéiste américain († 13 mars 1999).
- 1916 :
  - Paulette Coquatrix, née Clara Paulette Possicelsky, costumière et gérante de music-hall († 28 mai 2018).
  - Ferruccio Lamborghini, industriel italien († 20 février 1993).
- 1917 : Mahluga Sadigova, actrice azerbaïdjanaise († 15 août 2003).
- 1919 : Kurt Wires, kayakiste finlandais, double champion olympique († 22 février 1992).
- 1922 : Alistair MacLean, romancier d’origine écossaise († 2 février 1987).
- 1923 : Carolyn Cassady, écrivaine américaine († 20 septembre 2013).
- 1926 : 
  - Micheline Boudet, actrice sociétaire honoraire de la Comédie-Française († 6 juillet 2022).
  - Harper Lee, femme de lettres américaine († 19 février 2016).
- 1928 :
  - Yves Klein, peintre français († 6 juin 1962).
  - Eugene M. Shoemaker, pionnier américain de la planétologie († 18 juillet 1997).
  - Ivan Kizimov, cavalier soviétique, double champion olympique de dressage († 22 septembre 2019).
- 1930 :
  - James Baker, homme politique américain.
  - André Halimi, journaliste français († 1er décembre 2013).
  - Carolyn Jones, actrice américaine († 3 août 1983).
  - Paul Vecchiali, cinéaste, producteur et écrivain français († 18 janvier 2023).
- 1931 : Anicet Le Pors, homme politique français et corse.

Saddam Hussein

- 1936 : Colette Cosnier, universitaire et féministe française († 4 janvier 2016).
- 1937 : Saddam Hussein Al-Tikriti, président de l’Irak jusqu'en 2003 († 30 décembre 2006).
- 1941 :
  - Lucien Aimar, coureur cycliste français.
  - Ann-Margret (Ann-Margret Olsson dite), actrice américano-suédoise.
- 1942 : André Rivest, évêque catholique québécois.

- 1943 :

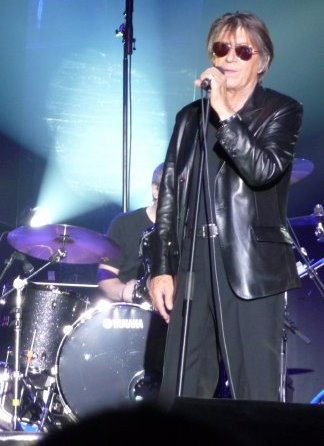
Jacques Dutronc

  - Jacques Dutronc, chanteur et acteur français.
  - Gérard Majax (Maurice Faier dit), illusionniste français.
  - Yoav Talmi, chef d’orchestre israélien.
- 1944 : Jean-Claude Van Cauwenberghe, homme politique belge wallon.
- 1946 : Ginette Reno (Ginette Raynault dite), chanteuse et actrice québécoise.
- 1947 : Christian Jacq, écrivain français vulgarisateur ès égyptomanie.
- 1948 :
  - Dorothée Berryman, actrice, animatrice et chanteuse québécoise.
  - Terry Pratchett, écrivain britannique († 12 mars 2015).
- 1949 :
  - Jay Apt, astronaute américain.
  - Bruno Kirby, acteur américain († 14 août 2006).
  - John R. Porter, historien de l’art, conservateur de musées et enseignant canadien.
- 1950 :
  - Jay Leno, humoriste et animateur américain, présentateur de The Tonight Show.
  - Dominique Raimbourg, homme politique français, fils aîné de l'acteur Bourvil.
- 1951 : Larry Smith, joueur de football canadien.
- 1952 : Mary McDonnell, actrice américaine.
- 1953 : Roberto Bolaño, écrivain chilien.
- 1955 :
  - Eddie Jobson, musicien et auteur-compositeur britannique.
  - Laurent Perrin, réalisateur et scénariste français († 8 février 2012).
  - Bertrand Renard, coprésentateur du jeu télévisé Des chiffres et des lettres et écrivain français.

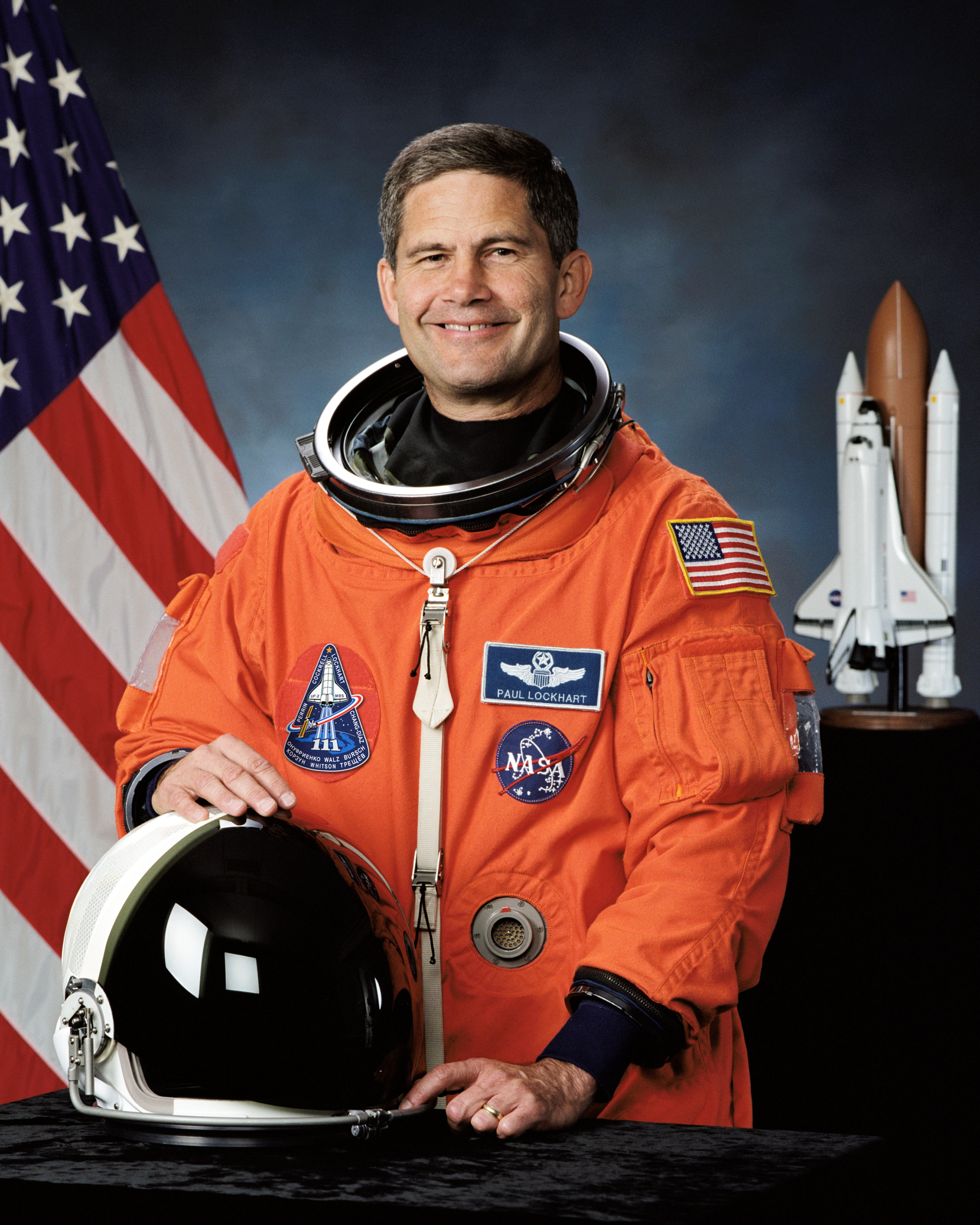
Paul Lockhart

- 1956 : Paul Lockhart, astronaute américain.
- 1957 :
  - Léopold Eyharts, spationaute français.
  - Gabrielle Lazure, actrice québécoise.
- 1958 : Hal Sutton, golfeur américain.
- 1959 : Dainis Kūla, athlète letton, champion olympique du lancer du javelot.
- 1960 :
  - John Cerutti (en), lanceur puis commentateur de baseball américain († 3 octobre 2004).
  - Walter Zenga, gardien de but de l’équipe de football d’Italie.
- 1961 : Attila Mizsér, pentathlonien hongrois, champion olympique.
- 1962 : Lyne Fortin, soprano québécoise.
- 1963 : 
  - Lloyd Eisler, patineur artistique canadien.
  - Stéphane Zagdanski, écrivain et artiste français.
- 1964 : Barry Larkin, joueur de baseball américain.
- 1966 :
  - John Daly, golfeur américain.
  - Sándor Hódosi, kayakiste hongrois, champion olympique.
  - Ali-Reza Pahlavi (علیرضا پهلوی), prince impérial iranien, plus jeune fils du dernier chah d'Iran († 4 janvier 2011).
- 1967 : 
  - Kari Wuhrer, actrice américaine.
  - Michel Andrieux, rameur d'aviron français, champion olympique.
- 1969 : Pier Silvio Berlusconi, homme d’affaires italien.
- 1970 :
  - Nicklas Lidström, joueur de hockey sur glace suédois.
  - Diego Simeone, footballeur international et entraîneur argentin.
- 1971 :
  - Khaled Kelkal, terroriste islamiste († 29 septembre 1995).
  - Taj Johnson, acteur américain.
- 1972 : Sébastien Cauet, animateur de télévision et de radio français.
- 1973 :
  - Jorge Garcia, acteur et humoriste américain.
  - Pedro Miguel Pauleta, footballeur international portugais (en photographie non loin).
- 1974 : Penélope Cruz, actrice espagnole active des deux côtés de l'Atlantique.

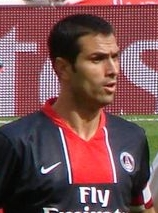
Pedro Miguel Pauleta en 2007

- 1975 : Houda Rihani, actrice marocaine.
- 1980 :
  - Josh Howard, basketteur américain.
  - Bradley Wiggins, coureur cycliste britannique né en Belgique.
- 1981 :
  - Jessica Alba, actrice américaine.
  - Alex Riley, catcheur américain.
- 1982 : Harry Shum Jr, acteur américano-costaricien.
- 1984 : Dmitri Torbinskiy, footballeur international russe.
- 1986 :
  - Janieck Blanc, acteur de doublage français.
  - David Krejci, joueur de hockey sur glace tchèque.
  - Roman Polák, hockeyeur sur glace tchèque.
  - Jenna Ushkowitz, actrice américaine.
- 1991 : Clément Bénech, écrivain français.
- 1992 : 
  - Tony Yoka, boxeur français.
  - Rima Hassan, militante franco-palestinienne.
- 1994 : Daniel Malescha, joueur allemand de volley-ball.
- 2000 : Victoria De Angelis, bassiste du groupe de rock italien Måneskin.

## Décès

### XIesiècle
- 1076 : Sven II de Danemark dit Sven II Estridsen, roi de Danemark de 1047 à sa mort (° v. 1020).

### XIIesiècle
- 1192 : Conrad de Montferrat, roi de Jérusalem (° v. 1146).

### XVesiècle
- 1489 : Henry Percy, personnalité politique anglaise (° v. 1449)

### XVIesiècle
- 1519 : Madeleine de la Tour d’Auvergne, mère de Catherine de Médicis, reine de France (° 1495).

### XVIIesiècle
- 1614 : Marian de Martinbos, religieux français, 73e abbé de Jumièges (° inconnue).

### XVIIIesiècle
- 1716 : Louis-Marie Grignion de Montfort, prêtre français, fondateur de la Compagnie de Marie (° 31 janvier 1673).
- 1726 : Thomas Pitt, gouverneur britannique de Madras (° 5 juillet 1653).

### XIXesiècle
- 1816 : Johann Heinrich Abicht, philosophe allemand (° 4 mai 1762).
- 1834 : Joseph Morel, général du Premier Empire (° 15 mars 1763)
- 1841 : Pierre Chanel, premier martyr français de l’Océanie (° 12 juillet 1803)[10].
- 1853 : Ludwig Tieck, écrivain allemand (° 31 mai 1773).
- 1865 : Samuel Cunard, homme d’affaires britannique d’origine canadienne, fondateur de la compagnie maritime Cunard Line (° 21 novembre 1787).
- 1886 : Louis Gobbaerts, pianiste et compositeur belge (° 23 septembre 1835).
- 1889 : Daniël Cans, homme politique belge (° 11 février 1801).

### XXesiècle
- 1902 : Cyprien Tanguay, prêtre, généalogiste et enseignant canadien (° 15 septembre 1819).Paul Deschanel

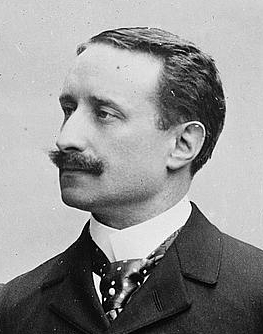
Paul Deschanel

- 1912 : Jules Bonnot, anarchiste français (° 14 octobre 1876).
- 1918 : Gavrilo Princip, anarchiste serbe (° 25 juillet 1894).
- 1922 : Paul Deschanel, homme d’État français, président de la République en 1920 (° 13 février 1855).
- 1929 : Adolphe Chatillon, religieux et éducateur canadien, vénérable (° 31 octobre 1871).
- 1936 : Fouad Ier, premier roi de l’Égypte moderne (° 26 mars 1868).
- 1945 : Benito Mussolini en 1929

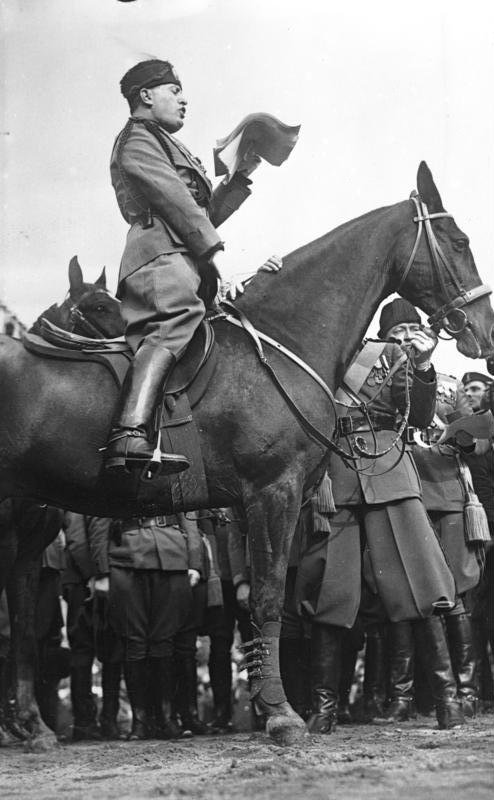
Benito Mussolini en 1929

  - Benito Mussolini, dictateur italien, exécuté (° 29 juillet 1883).
  - Clara Petacci, ministre italienne de Benito Mussolini exécutée avec lui (° 28 février 1912).
- 1949 : Aurora Quezon, féministe et philanthrope, épouse du président philippin (° 19 février 1888).
- 1954 : Léon Jouhaux, syndicaliste français, prix Nobel de la paix 1951 (° 1er juillet 1879).
- 1960 : Anton Pannekoek, astronome et militant communiste néerlandais (° 2 janvier 1873).
- 1962 : Jeanne Beretta Molla, médecin italien et sainte catholique (° 4 octobre 1922).
- 1970 : Ed Begley, acteur américain (° 25 mars 1901).
- 1973 :
  - Robert Buron, homme politique français (° 27 février 1910).
  - Jacques Maritain, philosophe français (° 18 novembre 1882).
- 1977 : Josef « Sepp » Herberger, entraîneur de football allemand (° 28 mars 1897).
- 1978 : Mohammed Daoud Khan, homme d’État afghan, assassiné (° 18 juillet 1909).
- 1980 : Tommy Caldwell (en), bassiste américain du groupe The Marshall Tucker Band (° 9 novembre 1949).
- 1981 : Steve Currie, musicien britannique du groupe T. Rex (° 19 mai 1947).
- 1988 : B.W. Stevenson (en), chanteur de musique country américain (° 5 octobre 1949).
- 1991 : Ken Curtis, acteur et producteur américain (° 2 juillet 1916).
- 1992 : Francis Bacon, artiste irlandais (° 28 octobre 1909).
- 1996 : Bernard Charbonneau, penseur et philosophe écologiste français (° 28 novembre 1910).
- 1997 :
  - Roger Jean Gautheret, biologiste français (° 29 mars 1910).
  - John Parr Snyder, cartographe américain (° 12 avril 1926).
- 1998 :
  - Jerome Bixby, écrivain, scénariste et éditeur américain (° 11 janvier 1923).
  - Reed Clark Rollins, botaniste américain (° 7 décembre 1911).
  - Marina Scriabine, musicologue et compositrice française (° 30 janvier 1911).
- 1999 :
  - Rory Calhoun, acteur américain (° 8 août 1922).
  - Alf Ramsey, footballeur anglais (° 22 janvier 1920).
  - Arthur Leonard Schawlow, physicien américain, prix Nobel de physique 1981 (° 5 mai 1921).
  - John Stears, expert d'effets spéciaux britannique (° 23 août 1934).
  - Donald E. Stewart, scénariste américain (° 24 janvier 1930).
  - Roderick Thorp, écrivain et scénariste américain (° 1er septembre 1936).
- 2000 : Penelope Fitzgerald, écrivaine britannique (° 17 décembre 1916).

### XXIesiècle
- 2001 :
  - Paul Daneman, acteur britannique (° 29 octobre 1925).
  - Ken Hughes, réalisateur, scénariste et producteur britannique (° 19 janvier 1922).
  - Sergueï Morozov, cycliste sur route soviétique puis russe (° 29 septembre 1951).
- 2002 :
  - Stanley Cosgrove, peintre québécois (° 23 décembre 1911).
  - Alexandre Lebed, militaire et homme politique russe (° 20 avril 1950).
- 2004 : Patrick Berhault, alpiniste français (° 19 juillet 1957).
- 2005 : Percy Heath, musicien américain du Modern Jazz Quartet (° 30 avril 1923).
- 2007 :
  - Dabbs Greer, acteur américain (° 2 avril 1917).
  - Bertha Wilson, juge canadienne, première femme nommée à la Cour suprême du Canada (° 18 septembre 1923).
- 2009 : Ekaterina Maximova, ballerine russe (° 1er février 1939).
- 2012 :
  - Matilde Camus, poétesse espagnole (° 26 septembre 1919).
  - Pierre Magnan, écrivain provençal et français (° 19 septembre 1922).
  - Patricia Medina, actrice anglaise, épouse de Joseph Cotten (° 19 juillet 1919).
- 2013 : János Starker, violoncelliste américain d’origine hongroise (° 5 juillet 1924).
- 2014 : Edgar Laprade, hockeyeur sur glace canadien (° 10 octobre 1919).
- 2015 :
  - Jack Ely (en), chanteur et guitariste américain du groupe The Kingsmen (° 11 septembre 1943).
  - René Féret, cinéaste français (° 26 mai 1945).
- 2017 :
  - Vito Acconci, artiste et vidéaste américain (° 25 janvier 1940).
  - Mohamed Akkari, acteur et animateur de radio tunisien (° 1978).
  - Ion Lazarevitch Degen, tankiste, médecin et poète ukrainien puis israélien (° 4 juin 1925).
  - Chad Young, cycliste sur route américain (° 8 juin 1995).
- 2019 :
  - Bruce Bickford, animateur américain (° 11 février 1947).
  - Wayson Choy, écrivain canadien (° 20 avril 1939).
  - Daniel Horlaville, footballeur puis entraîneur français (° 22 septembre 1945).
  - Richard Lugar, homme politique américain (° 4 avril 1932).
  - Karol Modzelewski, historien médiéviste, écrivain et homme politique polonais (° 23 novembre 1937).
  - Alejandro Planchart, musicologue et chef d'orchestre américano-vénézuélien (° 29 juillet 1935).
  - John Singleton, réalisateur américain (° 6 janvier 1968).
  - Jah Stitch (Melbourne James dit), DJ jamaïcain (° 27 juillet 1949).
- 2020 :
  - Louis Cardiet, footballeur breton double vainqueur de la Coupe de France avec le Stade rennais (° 20 juin 1943).
  - Trevor Cherry, footballeur anglais (° 23 février 1948).
  - Jānis Lūsis, athlète de lancer de javelot soviétique puis letton (° 19 mai 1939).
  - Robert May, scientifique et professeur d'université américain (° 8 janvier 1938).
  - Michael Robinson, footballeur irlandais (° 12 juillet 1958).
- 2021 :
  - Juan Joya Borja dit El Risitas, acteur, comédien et phénomène d'Internet espagnol (° 5 avril 1956).
  - Michael Collins, astronaute, pilote d'essai, homme d'affaires américain (° 31 octobre 1930).
- 2022 : Juan Diego, acteur espagnol (° décembre 1942).
- 2023 :
  - Lucien Attoun, homme de théâtre et de radio français (° 8 septembre 1935).
  - Andrea Augello, homme politique italien (° 24 février 1961).
  - Renyldo Ferreira, cavalier de concours complet et de saut d’obstacles brésilien (° 29 juin 1923).
- 2024 :
  - William Calley, officier, gemmologue et agent immobilier américain (° 8 juin 1943).
  - Wolfram Fischer, historien économique et social allemand (° 9 mai 1928).
  - Jean-Pierre Giudicelli, pentathlète français (° 20 février 1943).
  - Monty Jones, agronome sierra-léonais (° 5 février 1951).
  - Walter Kolbow, homme politique allemand (° 27 avril 1944).
  - Gilberto Noletti, footballeur italien (° 9 mai 1941).
  - Michael J. Roads, auteur d'essais australo-britannique (° 14 avril 1937).
  - Alan Scarfe, acteur, metteur en scène et auteur canadien (° 8 juin 1946).
  - Andris Vilks, homme d'État letton (° 15 juin 1963).

## Célébrations

### Internationales
- Workers' Memorial Day (en) / International workers’ memorial day / International commemoration day (ICD) for dead and injured / « journée internationale de mémoire pour toutes les victimes du travail » ;
- World Day for Safety and Health at Work (Safe Day)[11] / Journée mondiale de la sécurité et de la santé au travail lancée à l’initiative de l’Organisation internationale du travail / O.I.T. chaque 28 avril avec l'ambition de promouvoir la prévention des accidents et maladie professionnelles dans le monde entier :
  - thème « Génération Santé et sécurité » en 2018, à l'occasion duquel l'O.I.T., l' Association nationale des D.R.H. / A.N.D.R.H., l'Assurance Maladie pour les Risques professionnels et son réseau de caisses régionales et l'Institut national de recherche et de sécurité / I.N.R.S. avaient coorganisé en France une rencontre « Jeunes et culture de prévention[12] ».

### Nationales
- La Barbade : National Heroes Day / « journée nationale des héros ».
- Canada : jour de compassion pour les travailleurs commémorant les travailleurs qui ont été tués, blessés ou ont subi des maladies à la suite des dangers en milieu de travail (voir ci-avant, mondialement).
- Sardaigne et ses diasporas (Italie et Union européenne à zone euro) : sa die de sa Sardigna / fête du peuple sarde.

### Religieuses
- Fêtes religieuses romaines : Floralia en l’honneur de la déesse Flore.
- Commémoration du discours inaugural du bouddhisme japonais à Nichiren en 1253 comme précédemment.
- Bahaïsme : premier jour du mois de la beauté / Jamál (جمال) dans le calendrier badí‘.
- Fêtes de Ridván célébrant la prophétie de Mirza Husayn Ali Nuri à Bagdad.
- Traditions "agricoles" pré-chrétiennes puis christianisme catholique, anglican voire orthodoxe : date possible du deuxième ou du premier jour des Rogations ci-après.

### Saints des Églises chrétiennes

#### Saints catholiques et orthodoxes du jour
Référencés ci-après in fine, :
- Affrique († Ve siècle), 3e évêque de Comminges, apôtre dans le Rouergue, où il est exilé par les Wisigoths ariens.
- Aphrodise de Béziers († 65), 1er évêque de Béziers et martyr.
- Arthème de Sens († 609), 18e évêque de Sens.
- Cronan de Roscrea (en) († 640), fondateur du monastère de Roscrea.
- Emmon († 860), évêque de Noyon.
- Eusèbe, Charalampe et leurs compagnons († ?), Martyrs.
- Marc d'Eca († IVe siècle), évêque.
- Maxime de Mysie, Quintilien et Dadas († 303), martyrs.
- Pamphile de Sulmona (it) († 706), évêque de Sulmona-Valva.
- Patrice († IIIe siècle), évêque ; Acace, Ménandre et Polyène, martyrs à Bruse en Bithynie.
- Pollion († 304), martyr dans la région du Danube.
- Preuve de Laon († IVe siècle), martyre dans la région de Laon.
- Primien de Larino (it) († 303), Firmin, Castor, martyrs à Lesina.
- Prudence de Tarazona (es) († VIIIe siècle), ermite puis évêque de Tarazona de Aragón.
- Théodora († 304) et Didyme, martyrs à Alexandrie.
- Valérie de Milan († 171) et Vital de Ravenne, époux martyrs à Ravenne avec Ursicin (it).
- Zenon, Eusèbe, Néon et Vital († 100), martyrs à Corfou.

#### Saints et bienheureux catholiques du jour
Référencés ci-après in fine :
- Carin de Balsamo (it) († 1293), assassin de saint Pierre de Vérone puis dominicain converti.
- Guide Spada († 1340), franciscain à Bologne.
- Jeanne Beretta Molla († 1962), Laïque italienne.
- Joseph Cebula (pl) († 1941), bienheureux religieux oblat de Marie-Immaculée autrichien.
- Louis-Marie Grignion de Montfort († 1716), prêtre français fondateur de la Compagnie de Marie et des Filles de la Sagesse.
- Luchèse de Caggiano († 1250), bienheureux laïc italien et 1er membre du Tiers-Ordre franciscain.
- Maria Felicia Guggiari Echeverría († 1959), bienheureuse religieuse carmélite paraguayenne.
- Paul Pham Khac Khoan († 1840), prêtre, Jean-Baptiste Dinh Van Thanh et Pierre Nguyen Van Hieu, catéchistes, martyrs à Ninh Bình.
- Pierre Chanel († 1841), prêtre français mariste, 1er martyr de l’Océanie[10].

#### Saints orthodoxes
aux dates parfois "juliennes" / orientales :
- Cyriaque († 1402), Cyriaque de Kargopol, higoumène.
- Cyrille († 1183), Cyrille de Tourov, évêque (voir 18 mars grégorien).

### Prénoms du jour
Bonne fête aux Valérie, Valère, Valéry, Valerio, Valerian, Valérian, Valeriano, Wallerand et leurs va(lé)riantes : Valeria, Valéria, Valériane, Valeriana et Valérie-Anne (fête majeure des Ann(e) et variantes les 26 juillet).
Et aussi aux :
- Chanel et ses variantes : Chanele, Chanelle, Channel, Shanel et Shanelle[15].
- Aux Loudiern et ses variantes : Louthiern, Louziern, etc.
- Aux Louis-Marie,
- Aux Pierre-Marie, en hommage à Pierre Chanel, prêtre martyr en Océanie[10].
- Vital et ses variantes Vitalien et Vitalis ; et leurs formes féminines : Vitalie et Vitaline.
- Aux Zénon et ses féminins Zenona, Zénona.

## Traditions et superstitions
- Traditions "agricoles" pré-chrétiennes puis christianisme catholique, anglican voire orthodoxe : date possible du deuxième ou du premier jour des Rogations, le dernier mardi ou lundi précédant la fête de l'Ascension et son jeudi, du 28 voire 27 avril au 2 voire 1er juin (mardi 24 et lundi 23 mai, en 2022, après les saints de glace des 11 aux 13 mai voire la fête juive des récoltes / "des (7 ?) semaines" à la place de la Pentecôte christianisée).

### Dictons
Période des saints cavaliers antérieurs aux saints de glace, propice à des dictons météorologiques comme les suivants :
- « À la sainte-Valérie, souvent le soleil luit. »[17]
- « À la saint-Vital, pluie et gel font tout le mal. » [18]

### Astrologie
- Signe du zodiaque : 8e jour du signe astrologique du Taureau.